# Roberto Cruz (militar)
Roberto Cruz Díaz (Guazapares, Chihuahua; 23 de marzo de 1888-Los Mochis, Sinaloa; 5 de diciembre de 1990), fue un militar mexicano que participó en la Revolución mexicana. 
Fue constitucionalista, aunque secundó el Plan de Agua Prieta contra Venustiano Carranza en 1920. Fue subsecretario de Guerra y Marina, Jefe de operaciones militares en Puebla, inspector general de Policía de la Ciudad de México durante el gobierno de Plutarco Elías Calles. Se rebeló con José Gonzalo Escobar en contra del presidente Emilio Portes Gil en 1929, quedando fuera del servicio militar. Reingresó al Ejército el 26 de noviembre de 1943 bajo el gobierno de Manuel Ávila Camacho, durante la Segunda Guerra Mundial.

## Biografía

### Primeros años

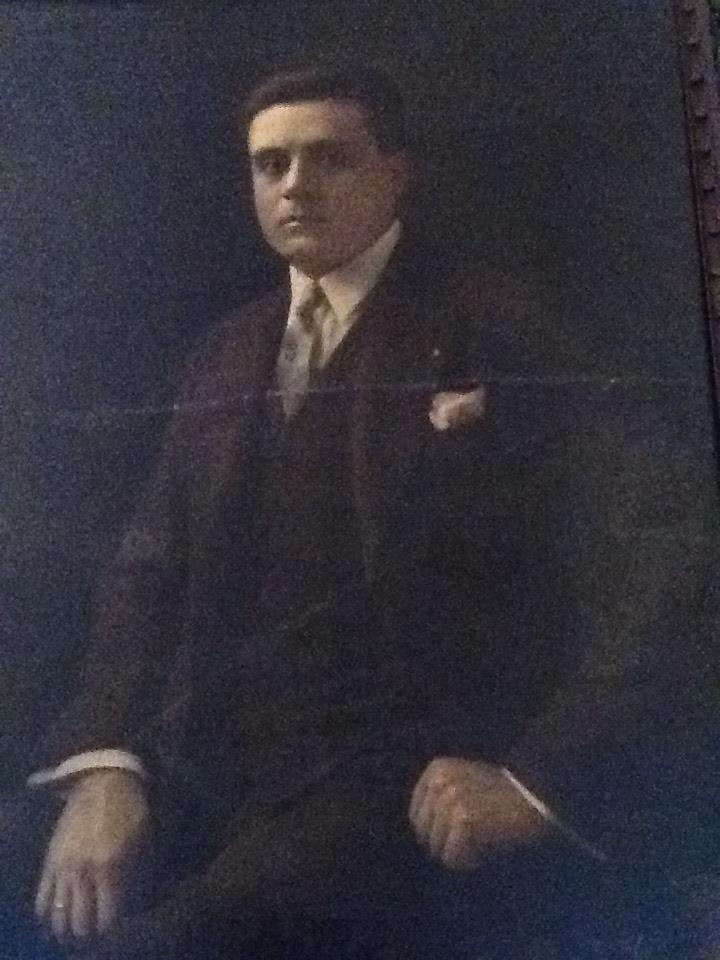
Retrato al óleo del general Roberto Cruz Díaz.

Su padre Jesús Cruz nació en una familia pobre, de niño vendía leña para subsistir, al crecer compró minas, concesiones que lo hicieron millonario y se casó con Tomasita Díaz Lagarda. Roberto Cruz Díaz tuvo 21 hermanos, Nació en Guazapares, Chihuahua el 23 de marzo de 1888, muy pequeño fue llevado con toda su familia a vivir al Valle del Yaqui a los pueblos de Cocorit y Torin, razón por la cual algunos llegaron a pensar que era originario del estado de Sonora, muy joven ingresa a la Revolución Mexicana a la edad de 21 años distinguiéndose inmediatamente por su valentía así como por su inteligencia destacándose como gran estratega militar razón por la que en solo 9 años alcanzó el grado máximo del ejército mexicano al llegar a general de división a los 32 años de edad siendo con esto uno de los generales más jóvenes de división del ejército mexicano. 

### Carrera militar
Ocupó múltiples cargos militares en distintas jefaturas de las zonas militares de México, fue subsecretario de guerra y marina, puesto que, en ese tiempo ambas secretarias estaban fusionadas, al desempeñar dicho cargo tuvo las funciones de secretario o ministro de guerra y marina ya que el titular era el general Francisco R. Serrano. Roberto Cruz fue comisionado en una misión diplomática en Europa y gente dentro del Partido Nacional Revolucionario (PNR) lo querían como embajador.
Ocupó también el puesto de jefe inspector de policía en México y durante su gestión fue detenido el padre Miguel Agustín Pro junto con otras personas acusadas de atentar contra la vida de Álvaro Obregón. Fueron fusilados por órdenes directas del presidente Plutarco Elías Calles, sin que mediara proceso judicial alguno y no obstante existir un amparo para detener ese asesinato.
Abrazó y defendió la causa revolucionaria con Francisco I. Madero en el pueblo de Álamos, Sonora. Así dio principio a su carrera militar que lo volvió reconocido tanto por gobiernos nacionales como extranjeros: fue un personaje renombrado en Estados Unidos al momento de exiliarse. Sus creencias religiosas fueron, según sus palabras: "Creo en Dios, más no en la Iglesia". En la masonería llegó al grado 33, siendo este el grado más alto dentro de la masonería.

### Últimos años y muerte
En sus últimos años de vida, Roberto Cruz vivió en el estado de Sinaloa, retirado del ejército compró varias haciendas donde vivió hasta su muerte. Finalmente falleció el 5 de diciembre de 1990 en la ciudad de Los Mochis a la longeva edad de 102 años.